# Casbia leptorrhoda
Casbia leptorrhoda är en fjärilsart som beskrevs av Turner 1947. Casbia leptorrhoda ingår i släktet Casbia och familjen mätare. Inga underarter finns listade i Catalogue of Life.